# Ito Junya (1998)
Junya Ito (sinh ngày 12 tháng 4 năm 1998) là một cầu thủ bóng đá người Nhật Bản.

## Sự nghiệp câu lạc bộ
Junya Ito đã từng chơi cho FC Tokyo.